# Andrea Salinas

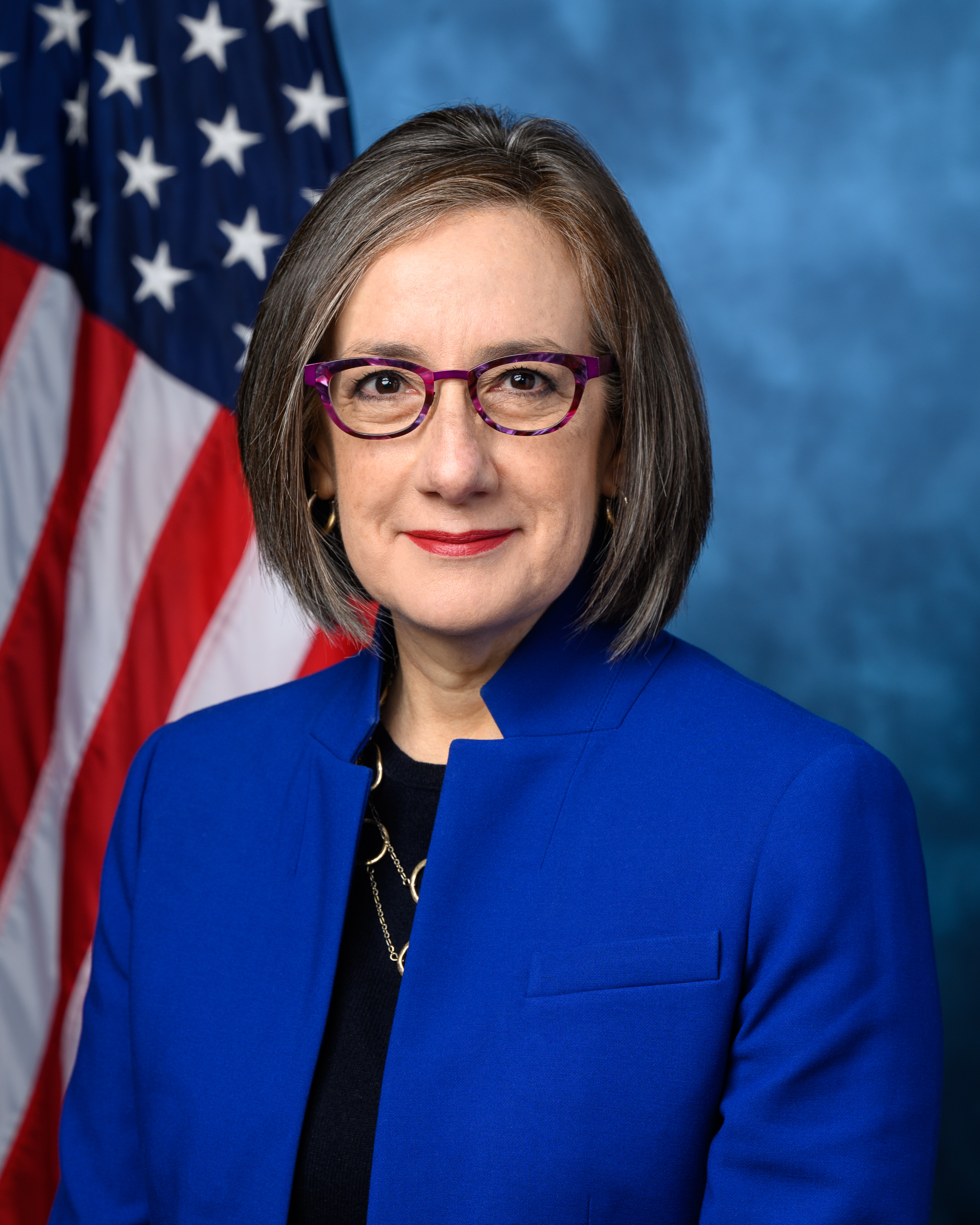
Andrea Salinas (2023)

Andrea Salinas (* 6. Dezember 1969 in San Mateo County, Kalifornien) ist eine US-amerikanische Politikerin der Demokratischen Partei. Seit Januar 2023 vertritt sie den 6. Distrikt des Bundesstaats Oregon im US-Repräsentantenhaus. Von 2017 bis 2022 war sie Mitglied des Repräsentantenhaus von Oregon.

## Leben
Salinas wurde am 6. Dezember 1969 in San Mateo County als Tochter eines mexikanischen Immigranten geboren und wuchs in Pleasant Hill auf. Als erstes Mitglied ihrer Familie studierte sie an der University of California und erhielt 1994 einen Bachelor in der Psychologie, worauf sie sich als Ombudsfrau, Beraterin, Gewerkschaftlerin und in den Stäben des Senators von Nevada Harry M. Reid, des kalifornischen Repräsentanten Pete Stark, der Repräsentantin von Oregon Darlene Hooley und der Organisationen National Treasury Employees Union und dem Oregon Environmental Council engagierte.
Salinas ist mit Chris Salinas verheiratet und hat eine Tochter.

## Politische Laufbahn
2017 wurde sie dazu ausgewählt, den vakanten Sitz des 38. Distrikts im Repräsentantenhaus von Oregon zu füllen. Die bisherige Vertreterin Ann Lininger wurde zur Richterin ernannt. Im Haus diente sie als Majority Whip und leitete die Health Care Committee und wurde 2018 und 2020 erfolgreich wiedergewählt.
Salinas kandidierte 2022 für den Posten der Vertreterin des neu gegründeten 6. Distrikts von Oregon im Repräsentantenhaus der Vereinigten Staaten. Nachdem sie sich mit 36,8 % der Stimme in der demokratischen Vorwahl durchgesetzt hatte, gewann sie mit der Hälfte der Stimmen gegen ihren republikanischen Gegenkandidat Mike Erickson. Sie wurde im Januar 2023 als Mitglied des Repräsentantenhauses des 118. Kongresses vereidigt. Außerdem ist sie die erste Latina, die Oregon im Kongress vertritt.